# Dolná Tižina
Dolná Tižina (en hongrois : Alsótizsény) est une commune de la région de Žilina, en Slovaquie.

## Histoire
La première mention écrite du village date de 1439.

## Démographie

### Évolution de la population
| Année:               | 1994. | 2004.   | 2014.   | 2024.    |
| -------------------- | ----- | ------- | ------- | -------- |
| Nombre de personnes: | 1207  | 1222    | 1326    | 1510     |
| Différence:          |       | +1,24 % | +8,51 % | +13,87 % |

| Année:               | 2023. | 2024.   |
| -------------------- | ----- | ------- |
| Nombre de personnes: | 1508  | 1510    |
| Différence:          |       | +0,13 % |